# Honda PCX
La Honda PCX è un motociclo prodotto dal 2009 dalla casa motociclistica giapponese Honda.

## Storia
Il PCX è uno scooter sviluppato da Honda, che viene prodotto dalla filiale Thai Honda Manufacturing. Presentato per la prima volta al salone di Tokyo le vendite partono dal novembre 2009. Nel 2010 le versioni 125 e 150 iniziano ad essere esportate in alcuni mercati asiatici ed europei (tra cui quello italiano). 
Nel 2012 la produzione dei modelli PCX destinati al mercato europeo è stata avviata negli stabilimenti di Atessa della Honda Italia Industriale ed è stato introdotto un nuovo motore 160 (effettivi 152,9 cm³) che affianca il 125 cm³.
Nel gennaio 2014, il PCX ha ricevuto un importante restyling, comprensivo di nuovi fari a LED, carenatura ridisegnata e altre modifiche estetiche.
Nel maggio 2016 viene presentato per il mercato europeo il “Model Year 2017” e il motore viene riomologato Euro 4.
Nel novembre 2020 debutta un lieve aggiornamento che introduce nuovi particolari estetici e il nuovo motore 125 omologato Euro 5.
Al Motor Show di Tokyo 2017 Honda ha presentato due prototipi del PCX: una versione ibrida e una elettrica.